# Brandywine Productions
Brandywine Productions es una productora creada por David Giler, Gordon Carroll y Walter Hill.

## Filmografía
- Mujeres enamoradas (1969, dirigida por Ken Russell)
- The Student Body (1976, dirigida por Gus Trikonis)
- Alien: el octavo pasajero (1979, dirigida por Ridley Scott)[1][2]
- Aliens (1986, dirigida por James Cameron)[1][2]
- Alien 3 (1992, dirigida por David Fincher)[2]
- Alien: resurrección (1997, dirigida por Jean-Pierre Jeunet)[2]
- Alien vs. Predator (2004, dirigida por Paul W. S. Anderson)
- Aliens vs. Predator: Requiem (2007, dirigida por Colin Strause y Greg Strause)
- Prometheus (2012, dirigida por Ridley Scott)
- Alien: Covenant (2017, dirigida por Ridley Scott), coproducida con 20th Century Fox y Scott Free Productions
- Alien: Romulus (2024, dirigida por Fede Alvarez), coproducida con 20th Century Fox y Scott Free Productions